# نيكولاي سيرجيفسكي
نيكولاي دميتريفيتش سيرجيفسكي (1849 - 1908) (بالروسية: Николай Дмитриевич Сергеевский)هو أستاذ قانون ورجل دولة روسي.
تخرج في القانون من جامعة سانت بطرسبرغ الحكومية.

## روابط خارجية
- Sergeevskii, N. D. Finland : the question of autonomy and fundamental laws (1911)